# Väinö Hakkila
Väinö  Pietari Hakkila (ursprungligen Tippa), född 29 juni 1882 Lembois, död 18 juli 1958 i Orivesi, var en finländsk ämbetsman och politiker.
Hakkila blev juris utriusque kandidat 1914, var överdirektör i fångvårdsstyrelsen 1917–18 och blev politieborgmästare i Tammerfors 1920. Han var från 1919 till 1945 samt från 1948 till 1958 socialdemokratisk ledamot av riksdagen och en av sitt partis ledande män. Hakkila var 1926–27 justitieminister i Väinö Tanners regering, 1:e vice talman i riksdagen 1929–30, från 1930 2:a vice talman och 1936–44 talman.
Hakkila kidnappades av Lapporörelsen i juli 1930.